# Göschenen
Göschenen (rétorománsky Caschanutta) je obec ve švýcarském kantonu Uri. Leží přibližně 24 kilometrů jihozápadně od hlavního města kantonu, Altdorfu, v údolí Reusstal na řece Reuss, v nadmořské výšce 1102 metrů. Žije zde 448 obyvatel.

## Geografie

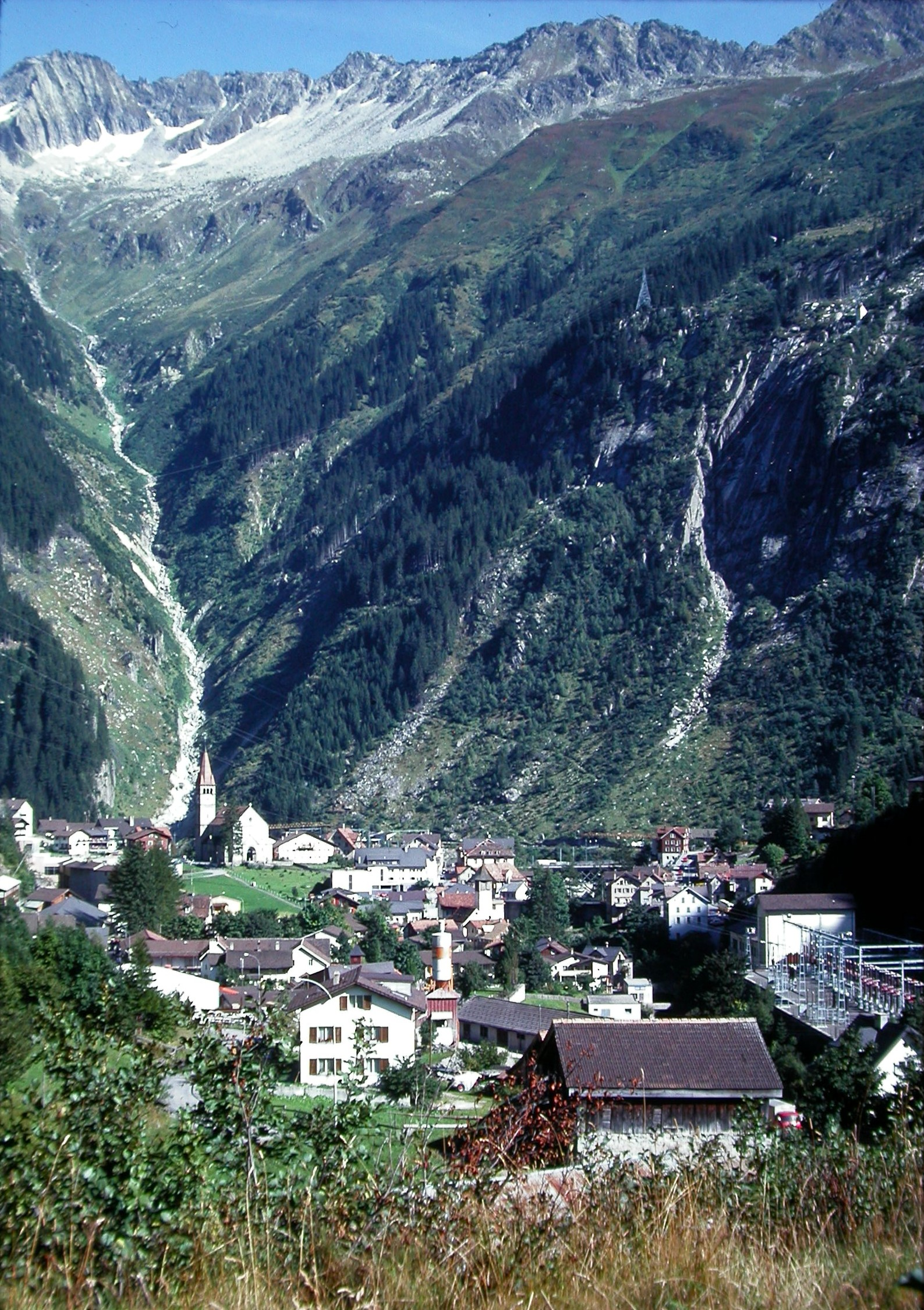
Göschenen na snímku z roku 1978

Pouze 1 % území obce tvoří osídlená plocha, z toho polovinu dopravní plochy (silnice, železnice). Také zemědělská plocha dosahuje pouze 7 % podílu se 759 ha, z toho především alpské oblasti v Göschenertalu s 689 ha. Pouze 70 ha tvoří louky a orná půda. Kromě 11 % lesů tvoří neproduktivní plochy většinu území obce, celkem 8372 ha, tj. 80,4 %. Jedná se téměř výhradně o oblasti s malou nebo žádnou vegetací ve vysokých horách.
Na pravém břehu řeky Reuss se nachází velmi strmý vrchol Riental, který patří obci Göschenen. Na východě ji ohraničuje pohoří Schijenstock, Bächenstock a Rienzenstock. Na velmi obtížně zdolatelný vrchol Rientalalp se lze dostat po strmé horské stezce, která vede přes horský hřeben na Oberalp z Andermattu.
Údolí Göscheneralptal je přístupné pro vysokohorské túry. Na území obce Göschenen se nachází pět útulen a bivaků Švýcarského alpského klubu SAC: Salbit, Voralp, Chelenalp, Bergsee a Dammahütte, z nichž první dvě jsou od roku 2010 propojeny pro vysokohorské turisty mostem Salbit.

## Historie
Nejstarší zmínka o obci pochází z roku 1280 pod názvem Geschenden. Kaple Početí Panny Marie byla postavena nejpozději v 11. nebo 12. století, nová budova ve 14. století (odpustkový list z roku 1341). Kaplanská kurie, založená v roce 1556, je trvale obsazena od roku 1641. Göschenen původně patřil k farnosti Silenen a od roku 1439 k farnosti Wassen. V roce 1875 byla farnost oddělena od Wassenu a v roce 1900 byl postaven nový farní kostel Nanebevzetí Panny Marie. Zároveň se farnost politicky osamostatnila.
V roce 1290 se obyvatelé Göschenenu postavili proti výměně majetku mezi klášterem Wettingen a opatstvím Fraumünster v Curychu. Po dlouhá staletí byly hlavními odvětvími místního hospodářství zemědělství, obchod s koňmi a křišťálem. Gotthardská silnice, otevřená v roce 1830, a Gotthardská dráha, otevřená v roce 1882, podpořily dopravu a učinily z Göschenenu centrum povoznictví až do zahájení provozu Schöllenenské dráhy v roce 1917. Kolem roku 1900 se v obci rozvíjel průmysl těžby a zpracování žuly, v roce 1905 byla postavena městská elektrárna, v roce 1962 elektrárna Göschenen a v roce 1980 Gotthardský silniční tunel, jehož dispečink zde sídlí.

## Obyvatelstvo

### Vývoj populace
Výrazné výkyvy v počtu obyvatel v Göschenenu souvisejí s velkými stavebními projekty (výstavba Gotthardské dráhy kolem roku 1880, její elektrifikace kolem roku 1920, výstavba elektrárny kolem roku 1960). Jinak je v posledních staletích relativně stabilní, s postupným poklesem od 2. poloviny 20. století. 
| Vývoj počtu obyvatel | Vývoj počtu obyvatel | Vývoj počtu obyvatel | Vývoj počtu obyvatel | Vývoj počtu obyvatel | Vývoj počtu obyvatel | Vývoj počtu obyvatel | Vývoj počtu obyvatel | Vývoj počtu obyvatel | Vývoj počtu obyvatel | Vývoj počtu obyvatel | Vývoj počtu obyvatel | Vývoj počtu obyvatel | Vývoj počtu obyvatel | Vývoj počtu obyvatel | Vývoj počtu obyvatel |
| -------------------- | -------------------- | -------------------- | -------------------- | -------------------- | -------------------- | -------------------- | -------------------- | -------------------- | -------------------- | -------------------- | -------------------- | -------------------- | -------------------- | -------------------- | -------------------- |
| Rok                  | 1837                 | 1850                 | 1880                 | 1888                 | 1920                 | 1930                 | 1941                 | 1950                 | 1960                 | 1970                 | 1980                 | 1990                 | 2000                 | 2005                 | 2010                 |
| Počet obyvatel       | 344                  | 348                  | 2992                 | 703                  | 974                  | 860                  | 850                  | 698                  | 1284                 | 888                  | 708                  | 585                  | 511                  | 473                  | 428                  |

### Jazyky
Téměř všichni obyvatelé mluví německy jako každodenním hovorovým jazykem, avšak silně alemanským dialektem. Při posledním sčítání lidu v roce 2000 uvedlo 95 % obyvatel jako svůj hlavní jazyk němčinu, 2 % portugalštinu a 1 % španělštinu.

### Národnostní složení
Z 473 obyvatel na konci roku 2005 bylo 440 (93 %) švýcarských státních příslušníků. Přistěhovalci pocházejí ze střední Evropy (Německo, Lichtenštejnsko a Rakousko), jižní Evropy (Portugalsko, Itálie a Španělsko) Islandu a Brazílie. Při sčítání lidu v roce 2000 mělo 483 osob (94 %) švýcarské občanství, z toho 15 osob mělo dvojí občanství.

## Gotthardské tunely

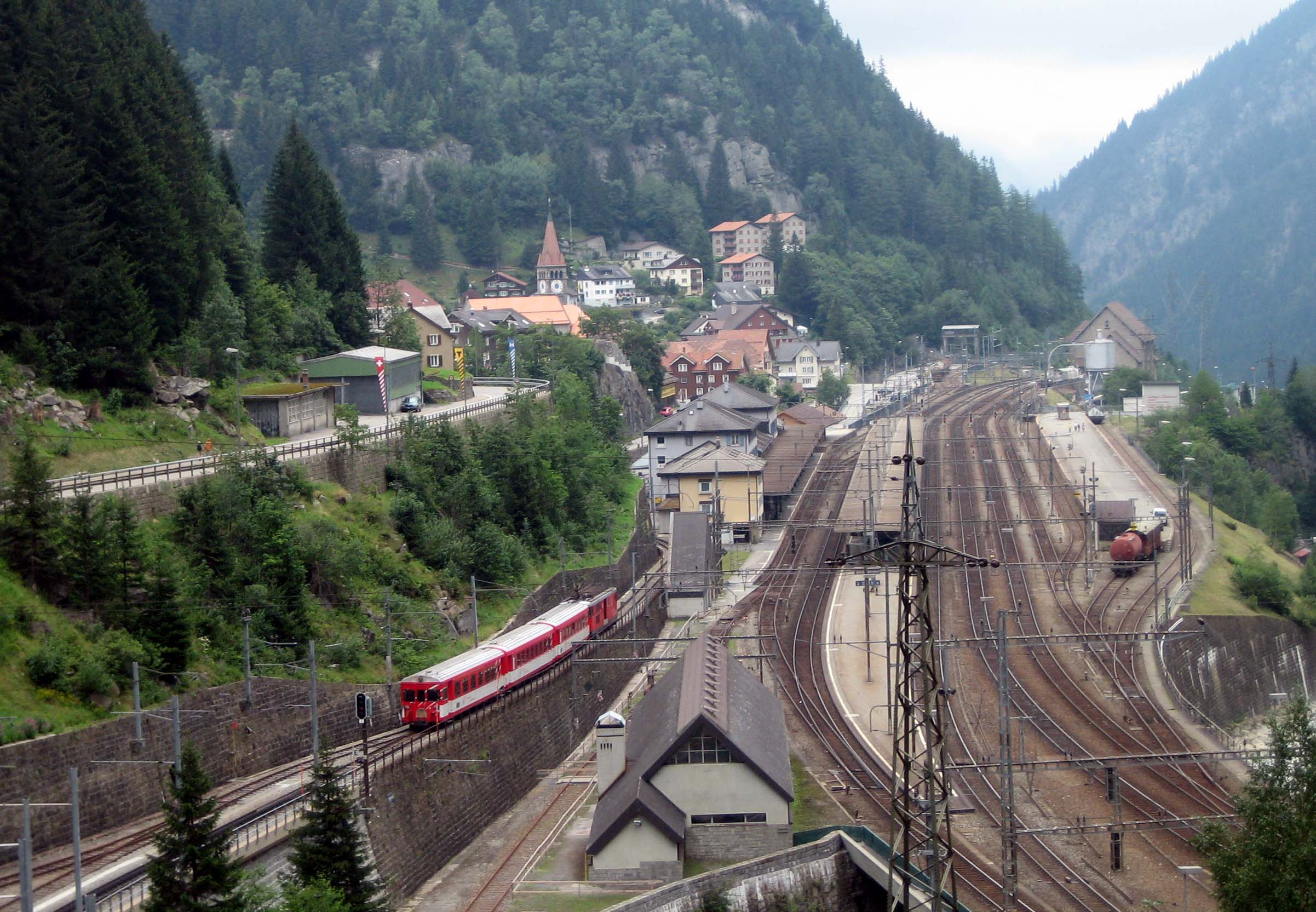
Železniční stanice Göschenen

### Železniční tunel
Na území osady se nachází severní portál železničního Gotthardského tunelu, který byl vybudován v letech 1872 až 1882 na Gotthardské dráze. U obce Wassen (928 m n. m.) je vybudována soustava vratných stoupajících tunelů, které trať vyvedou cca o 200 m výše k portálu vrcholového Gotthardského tunelu.
V roce 2007 se uskutečnily akce k 125. výročí Gotthardské dráhy.

### Gotthardský úpatní tunel
Od konce 20. století byl ve výstavbě nový železniční tunel, který je budován „při základně“ (basis) a stal se součástí 57 km dlouhé nové tratě (NEAT, Neue Eisenbahn-Alpentransversale). Zkušební provoz v tunelu započal v prosinci 2013 a po jeho otevření pro běžný provoz v prosinci 2016 došlo k citelnému snížení provozu na původní trati. Od otevření úpatního tunelu tak slouží pouze regionální osobní dopravě a turistickým vlakům, případně jako záložní trať v případě nečekaných mimořádností v úpatním tunelu.

### Silniční tunel
V oblasti se nachází také severní portál silničního Gotthardského tunelu, který byl otevřen v roce 1980.

## Schöllenenbahn
Göschenen je rovněž výchozím bodem dráhy Schöllenenbahn, spadající dnes pod Matterhorn Gotthard Bahn (MGB), ozubnicové dráhy o metrovém rozchodu, která vede do Andermattu a spojuje tak Gotthardskou dráhu se systémem úzkorozchodných železnic jihu jihu Švýcarska (Furka-Oberalp-Bahn, nyní také součást MGB). Železnice stoupá těsným údolím kolem řeky Reuss do soutěsky Schöllenenschlucht se známým mostem Teufels-brücke (Čertův most). Na skalní stěně soutěsky se nachází památník generála Suvorova.

## Přehrada
Zhruba 8 km nad údolím leží přehradní nádrž Göscheneralp-Stausee, která slouží jako zásobárna vody pro elektrárnu v Göschenen.